# Evangelische Kirche Frohnhausen (Dillenburg)

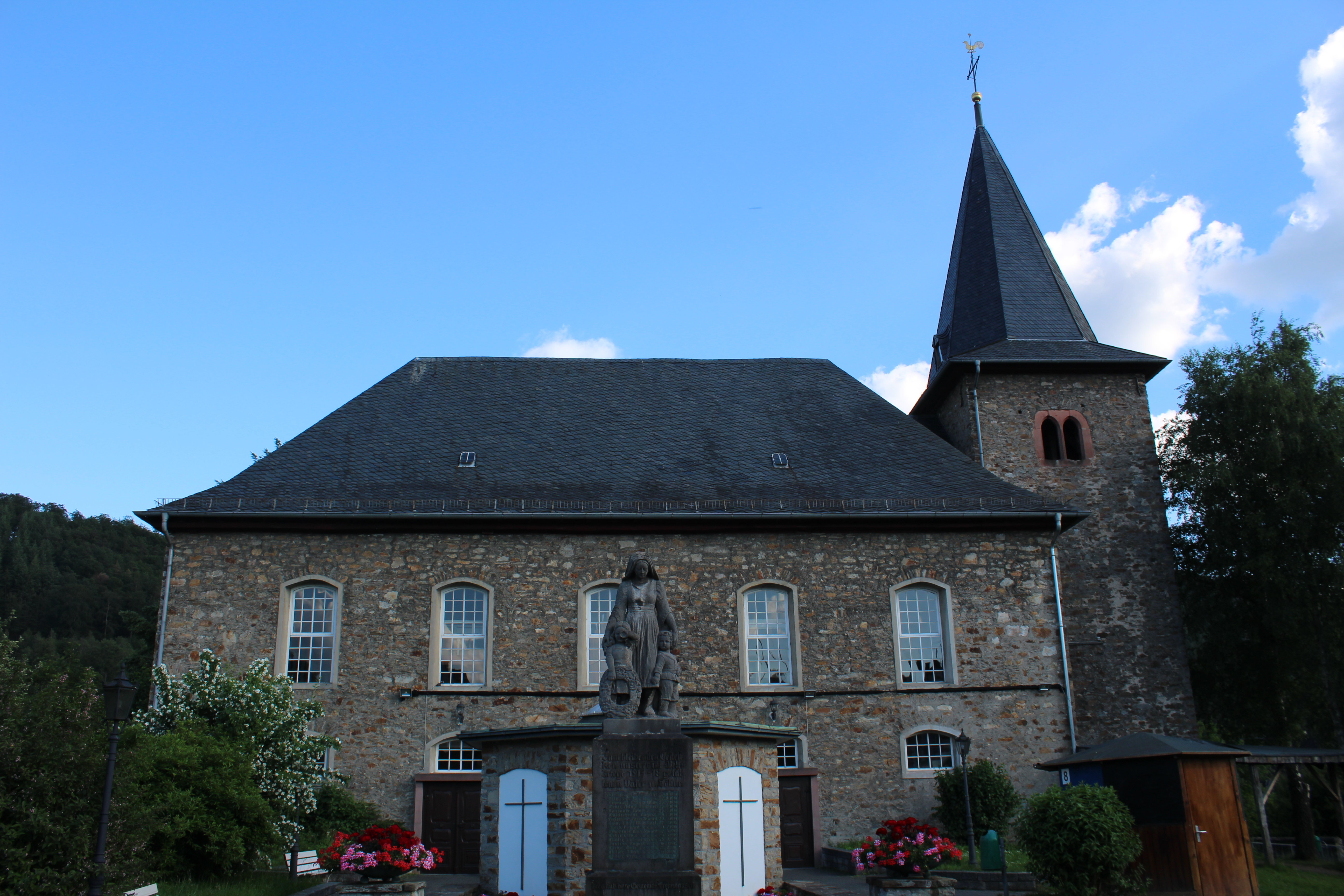
Evangelische Kirche Frohnhausen (Dillenburg)

Die Evangelische Kirche Frohnhausen ist ein denkmalgeschütztes Kirchengebäude, das im Ortsteil Frohnhausen des Mittelzentrums Dillenburg im Lahn-Dill-Kreis (Hessen) steht. Die Kirchengemeinde gehört zum Dekanat an der Dill in der Propstei Nord-Nassau der Evangelischen Kirche in Hessen und Nassau.

## Beschreibung
Die Querkirche steht inmitten des ummauerten ehemaligen Kirchfriedhofs. Der gotische Kirchturm aus Bruchsteinen im Westen wurde im 14. Jahrhundert errichtet. Sein oberstes Geschoss hat Biforien als Klangarkaden, hinter ihnen befindet sich der Glockenstuhl. Bedeckt ist der Turm mit einem spitzen, achtseitigen Helm. Das Erdgeschoss des Turms ist mit einem Kreuzgratgewölbe überspannt. An den Turm wurde zwischen 1780 und 1784 das Kirchenschiff angebaut, das mit einem Walmdach bedeckt ist.
Der mit einer Flachdecke überspannte Innenraum hat Emporen an drei Seiten, die quer auf den vor der südlichen Längswand stehenden Altar orientiert sind. Dort steht auch die Kanzel mit ihrem Schalldeckel. Die Orgel mit 14 Registern auf zwei Manualen und Pedal wurde um 1870 von Gustav Raßmann erbaut.